# Laravel
Laravel je open-source web framework. Baziran je na PHP-u, odnosno Simfony framework-u. Razvio ga je Taylor Otwell s ciljem razvoja web aplikacija prateći model–view–controller (MVC) arhitekturu. Smatra se jednim od najpopularnijih PHP framework-a. Cijeli izvorni kod Laravel-a nalazi se na GitHub-u pod MIT licencom.

## Povijest
Laravel je nastao kao pokušaj Taylor Otwella da osigura napredniju alternativu CodeIgniter framework-u. Prva beta inačica pojavila se 9. lipnja 2011. godine, da bi prva službena inačica (Laravel 1) izašla krajem istog mjeseca. Nakon tri velika izdanja (eng. major release), odlučeno je da se za Laravel 4 odradi potpuni "rewrite" kôda. Izlaskom Laravel 5.1 objavljeno je da će ova inačica imati long-term support (LTS) od najmanje dvije (bug fixes), odnosno tri godine (sigurnosne zakrpe), te je planiran izlazak LTS inačica na svake dvije godine.

### Inačice Laravela
| Inačica                                | Datum izlaska            | Značajne karakteristike/novine |
| -------------------------------------- | ------------------------ | --- |
| Laravel beta                           | 9. lipnja 2011. godine   | |
| Laravel 1                              | kraj lipnja 2011. godine | autentikacija lokalizacija modeli (models) views sesije rutiranje (routing) |
| Laravel 2                              | rujan 2011. godine       | kontroleri (controllers) Inversion of Control (IoC) Blade - sustav predložaka (templating system) ukinuta podrška third-party paketima                                          |
| Laravel 3                              | veljača 2012. godine     | Artisan - command-line sučelje (command-line interface ili CLI) podrška za više sustava baza podataka upravljanje izvornim kôdom (version control) Bundles - paketni sustav     |
| Laravel 4 (codename: Illuminate)       | svibanj 2013. godine     | distribuiranje paketa preko Composer-a inicijalno kreiranje baze podataka (database seeding) message queue soft deletion podataka u bazi                                        |
| Laravel 4.1                            | svibanj 2014. godine     | SSH komunikacija automatsko upravljanje read/write konekcijama s bazom podataka                                                                                                 |
| Laravel 4.2                            | rujan 2014. godine       | Laravel Forge - upravljanje PHP cloud serverima Laravel Homestead - Vagrant okruženje za razvoj robustnih Laravel i PHP aplikacija Laravel Cashier - upravljanje pretplatama    |
| Laravel 5                              | veljača 2015. godine     | nova struktura direktorijuma keširanje ruta Scheduler - periodično izvršavanje naloga Flysystem - za udaljenu pohranu podataka Elixir - upravljanje paketima                    |
| Laravel 5.1                            | lipanj 2015. godine      | Long-term support inačica |
| Laravel 5.1.4                          |                          | authentication throttling |
| Laravel 5.1.11                         | kolovoz 2015. godine     | "out-of-the-box" autorizacija |
| Laravel 5.2                            | prosinac 2015. godine    | Multi-Auth - poboljšana autentikacija implicitno vezivanje modela middleware grupe validacija nizova                                                                            |
| Laravel 5.3                            | rujan 2016. godine       | Laravel Scout - full-text pretraživač Laravel Passport Laravel Mailable i Notifications - dodatci za e-mail funkcije Laravel Echo - broadcasting sustav za rad s web socket-ima |
| Laravel 5.4                            | siječanj 2017. godine    | Laravel Dusk - alatka za end-to-end browser testiranje Laravel Mix - nasljednik Elixir-a Blade Components i Slots - dodatna fleksibilnost u Blade template-ima                  |
| Napomena: velika izdanja su podebljana |                          | |

## Ostalo
Svake godine se u SAD-u (u prvoj polovini godine) i Europi, odnosno Amsterdamu (u drugoj polovini godine) održavaju konferencije pod imenom Laracon, na kojima se prati razvoj i uporaba Laravel framework-a.

## Vanjske poveznice
- Laravel.com - službena stranica projekta
- GitHub: Laravel
- Twitter nalog